# Landkreis Haßfurt
Der Landkreis Haßfurt gehörte zum bayerischen Regierungsbezirk Unterfranken.

## Geographie

### Nachbarkreise
Der Landkreis grenzte 1972 im Uhrzeigersinn im Norden beginnend an die Landkreise Hofheim in Unterfranken, Ebern, Bamberg, Gerolzhofen und Schweinfurt.

## Geschichte

### Bezirksamt
Das Bezirksamt Haßfurt wurde im Jahr 1862 durch den Zusammenschluss der Landgerichte älterer Ordnung Eltmann und Haßfurt gebildet.

### Landkreis
Am 1. Januar 1939 wurde wie sonst überall im Deutschen Reich die Bezeichnung Landkreis eingeführt. So wurde aus dem Bezirksamt der Landkreis Haßfurt.
Der Landkreis Haßfurt wurde im Rahmen der Gebietsreform am 1. Juli 1972 aufgelöst und zusammen mit dem Großteil der damaligen Landkreise Ebern und  Landkreis Hofheim in Unterfranken in den neuen Haßberg-Kreis, der ab dem 1. Mai 1973 in Landkreis Haßberge umbenannt wurde, eingegliedert.

## Einwohnerentwicklung
| Jahr | Einwohner | Quelle |
| ---- | --------- | ------ |
| 1864 | 26.561    | [ 5 ]  |
| 1885 | 27.544    | [ 6 ]  |
| 1900 | 27.795    | [ 7 ]  |
| 1910 | 29.537    | [ 7 ]  |
| 1925 | 30.578    | [ 8 ]  |
| 1939 | 32.321    | [ 9 ]  |
| 1950 | 44.502    | [ 10 ] |
| 1960 | 42.900    | [ 11 ] |
| 1971 | 47.000    | [ 12 ] |

## Gemeinden
Dem Landkreis Haßfurt gehörten 67 Gemeinden an:

Landkreis Haßfurt, Gemeindegrenzenkarte von 1961

| - Augsfeld - Bischofsheim - Buch - Dampfach - Dankenfeld - Dippach am Main - Ebelsbach - Eltmann, Stadt - Eschenau - Eschenbach - Falsbrunn - Fatschenbrunn - Fürnbach - Gädheim - Gleisenau - Greßhausen - Hainert | - Haßfurt, Stadt - Holzhausen - Horhausen - Humprechtshausen - Karbach - Kirchaich - Kleinmünster - Kleinsteinach - Knetzgau - Krum - Lembach - Limbach - Mechenried - Neuschleichach - Oberhohenried - Oberschleichach - Oberschwappach | - Obersteinbach - Obertheres - Ottendorf - Prappach - Prölsdorf, Markt - Römershofen - Roßstadt - Sailershausen - Sand am Main - Schmachtenberg - Schönbach - Schönbrunn - Sechsthal - Steinbach - Steinsfeld - Stettfeld - Sylbach | - Theinheim - Tretzendorf - Trossenfurt - Uchenhofen - Unterhohenried - Unterschleichach - Unterschwappach - Untersteinbach - Untertheres - Weisbrunn - Westheim b. Haßfurt - Wonfurt - Wülflingen - Zeil am Main, Stadt - Zell am Ebersberg - Ziegelanger |

## Kfz-Kennzeichen
Am 1. Juli 1956 wurde dem Landkreis bei der Einführung der bis heute gültigen Kfz-Kennzeichen das Unterscheidungszeichen HAS zugewiesen. Es wird im Landkreis Haßberge durchgängig bis heute ausgegeben.